# Premi Nòrdic de l'Acadèmia Sueca
El Premi Nòrdic de l'Acadèmia Sueca (en suec: nordiska pris) és un premi literari que atorga annulment l'Acadèmia Sueca. S'atorga a un escriptor dels països nòrdics que ha dut a terme una obra interessant per l'Acadèmia. El premi inaugural fou el 1986 i es va crear amb una donació de Karen i Karl Ragnar Gierows. El premi consisteix en 350,000 corones sueques. El premi es coneix també com el "petit Nobel" perquè és atorgat per la mateixa Acadèmia que atorga el Premi Nobel.

## Guardonats

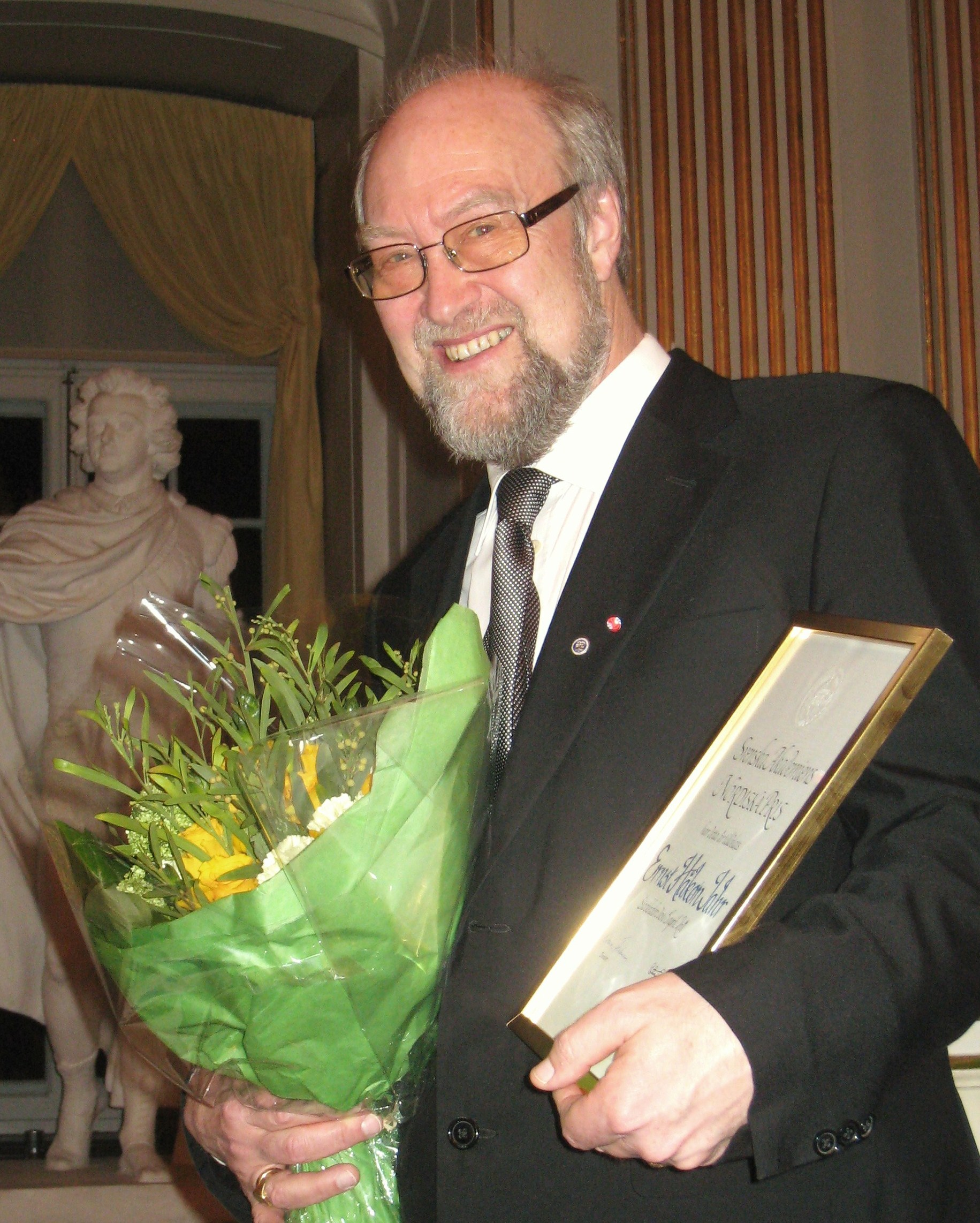
Ernst Håkon Jahr va rebre el premi el 2011

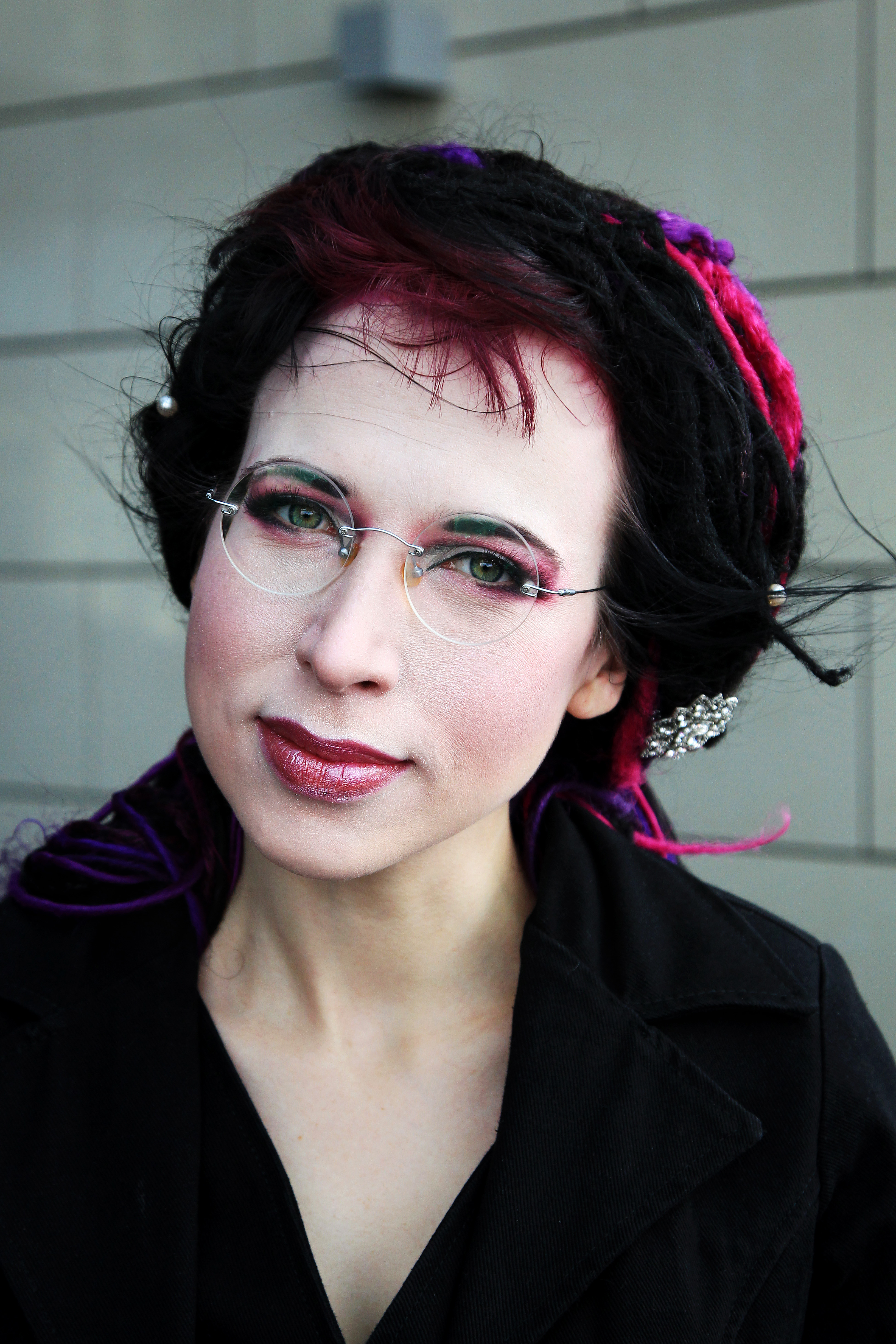
Sofi Oksanen, la primera dona finesa en guanyar el premi el 2013

Previous winners.
- 1986 Villy Sørensen
- 1987 William Heinesen
- 1988 Nils Erik Enkvist
- 1989 Rolf Jacobsen
- 1990 Henrik Nordbrandt
- 1991 Tomas Tranströmer
- 1992 Thor Vilhjálmsson
- 1993 Paavo Haavikko
- 1994 Inger Christensen
- 1995 Lars Ahlin
- 1996 Arne Næss
- 1997 Bo Carpelan
- 1998 Lars Forssell
- 1999 Klaus Rifbjerg
- 2000 Lars Huldén
- 2001 Willy Kyrklund
- 2002 Torben Brostrøm
- 2003 Lars Norén
- 2004 Guðbergur Bergsson
- 2005 Göran Sonnevi[4][5]
- 2006 Pia Tafdrup[6][7]
- 2007 Jon Fosse[8][9]
- 2008 Sven-Eric Liedman[10][11]
- 2009 Kjell Askildsen[12][13]
- 2010 Per Olov Enquist
- 2011 Ernst Håkon Jahr[14][15]
- 2012 Einar Már Guðmundsson[16]
- 2013 Sofi Oksanen[17]
- 2014 Lars Gustafsson
- 2015 Thomas Bredsdorff[18]
- 2016 Monika Fagerhol